# Montréverd

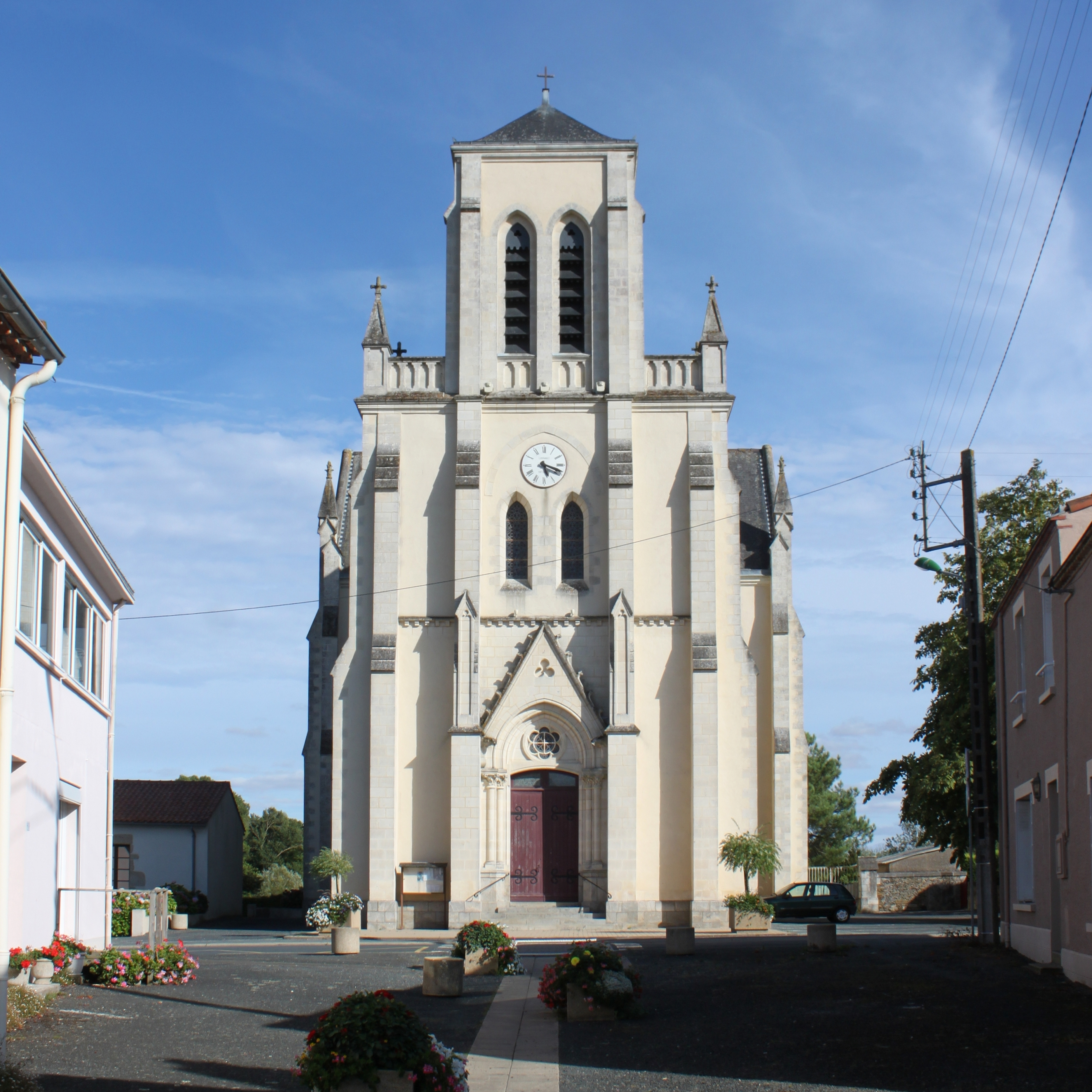
Église Saint-André

Montréverd is een gemeente in het Franse departement Vendée (regio Pays de la Loire). De plaats maakt deel uit van het arrondissement La Roche-sur-Yon. Montréverd is op 1 januari 2016 ontstaan door de fusie van de gemeenten Mormaison, Saint-André-Treize-Voies en Saint-Sulpice-le-Verdon.